# Herminia Gómez Serra
Quiteria Herminia Gómez Serra (Almazora, Plana Alta, 27 de marzo de 1891 - Ventimiglia, Italia, 15 de octubre de 1977), más conocida como Herminia Gómez o Elena Serra, fue una cantante de ópera española.

## Biografía y trayectoria profesional
Hija del carpintero Tomás Gómez Albert y de Dolores Serra Ballester, nació en la calle de San Marcos de Almazora (Castellón) el 27 de marzo de 1891. A los tres años, su voz ya tenía cualidades extraordinarias. Los oficios religiosos y las zarzuelas que representaban un grupo de jóvenes aficionados de la localidad en el Casino de Moles y en el Teatro Serra fueron sus primeras actuaciones.
Aquellas actuaciones motivaron que el profesor de música de la niña, Federico Agudo, aconsejara y convenciera a sus padres, con la ayuda económica de sus tíos Antonia y Enrique Ballester, para que la dejaran ir al Conservatorio de Valencia a estudiar música y perfeccionar las grandes dotes naturales de su voz. Así, en 1906, con 15 años, se trasladó con su familia a Valencia. Allí estudió Canto con el profesor Lamberto Alonso y se formó como soprano, interviniendo asiduamente en las audiciones que se hacían en el Conservatorio.
En 1909 fue requerida por el gobernador civil de Castellón para participar en un acto que se celebró en la plaza de toros de Castellón, para recaudar fondos para ayudar a los soldados que estaban luchando en la guerra de Melilla. Aquella actuación provocó un gran entusiasmo al escuchar con la voz de la joven Herminia fragmentos de El barbero de Sevilla, Rigoletto y el vals Dinorah. La actuación gustó tanto al Gobernador Militar que se la hizo repetir la noche siguiente en su residencia. El gobernador civil consiguió que la Diputación le diera una pensión de 1500 pesetas para continuar sus estudios en el Conservatorio.
Sin haber terminado la carrera, en 1910, actuó en el Teatro Principal de Valencia con unas óperas completas. El 1 y el 2 de noviembre con Los pescadores de perlas y el 8 de noviembre con Rigoletto, un éxito personal de Herminia, según los críticos. Seguidamente interpretó las mismas óperas en Castellón.
En enero de 1911 se desplazó a Milán, para que los mejores profesores de canto, Melchor Vidal y Antonio Rupnick, le dieran lecciones de perfeccionamiento musical. En julio ofreció una audición en el teatro La Scala de Milán, en presencia de los grandes empresarios teatrales italianos. Y fruto de esa actuación fue contratada para debutar con Rigoletto en el teatro Aníbal Caro de Civitanova, el 18 de agosto de 1911. La prensa italiana la elogió efusivament, pronosticándole que sería una inevitable y próxima celebridad mundial.
Después de esta actuación, empezó una gira exitosa y decisiva para su carrera. Triunfó en los coliseos europeos de Venecia, Brescia y Pavía. En Florencia actuó en el Teatro Verdi con El barbero de Sevilla, donde la empresa contrató para la ocasión a Titta Ruffo, uno de los tenores más famosos de la época, para que cantara con Herminia, la spagnoletta.
Seguidamente, regresó a Castellón, en mayo de 1912, a petición del gran número de admiradores que tenía en su tierra y actuó en el Teatro de Verano de la plaza de toros interpretando Rigoletto y El barbero de Sevilla. En el mes de julio intervino en la recepción que se le hizo a la Infanta Isabel, en el casino antiguo de Castellón, siendo muy elogiada por la Infanta.
En agosto regresó a Italia, donde triunfó en los teatros de Módena, Mesina, Catanzaro, Revere y Rávena. Rechazó un ofrecimiento del Liceo de Barcelona porque estaba más interesada en un proyecto de gira por América. En abril de 1913 viajó a Lisboa, donde el diario El Comercio dijo que era una de las mejores sopranos que había actuado en Lisboa.
En noviembre de 1913 estuvo seis meses consecutivos en el Royal Opera House de La Valetta (Malta) con un éxito sin precedentes. Se cuenta que los espectadores le lanzaban palomas al escenario, una demostración de entusiasmo nunca vista hasta entonces. Ese fue el momento más espectacular de su carrera.
En 1914 actuó en Egipto, donde cantó en Alejandría, Port Said y El Cairo. Y allí les sorprendió, a ella y a su hermano Alfonso, que siempre la acompañaba, la Primera Guerra Mundial.
El regreso fue muy triste para la artista al comprobar que todos los teatros de ópera europeos con los que Herminia tenía contrato estaban cerrados. La compañía volvió a España. Aunque actuó en Oviedo y en Valencia, sus admiradores no sabían que éstas serían las últimas actuaciones operísticas de la artista. Después, con el seudónimo de Elena Serra, aceptó viajar con la compañía del Maestro Penella para interpretar zarzuelas y revistas de gira por América. Avergonzada de tener que renunciar a la ópera, no deseaba que asociaron su nombre verdadero con las piezas musicales que ahora se veía obligada a interpretar para no dejar la música. Sin embargo aún pudo interpretar varias óperas, como Rigoletto y El barbero de Sevilla.
En mayo de 1917, intervino en un acto en honor del rey de Bélgica, Alberto, diciendo de ella la prensa bonaerense que era una digna continuadora de las mejores sopranos españolas.
Aquel año, perdidas las esperanzas de volver a la ópera y a Europa, enfermó de una crisis nerviosa que la llevó a la depresión. El matrimonio con Guido Corneo, un hombre de negocios antiguo conocido de Herminia y el nacimiento de tres hijos, lograron recuperarla de la enfermedad, pero nunca volvió al mundo de la ópera.
Los últimos años de su vida los pasó en Ventimiglia, desde donde remitió a la Diputación de Castellón una cantidad de dinero agradecida por la ayuda recibida en su juventud. De los lugares donde actuaba enviaba puntualmente postales a los familiares, amigos y conocidos de Almazora que seguían las giras y los éxitos de la artista local, que vio truncada su carrera operística por la guerra.
En 2004, Pasqual Mas noveló la vida de la cantante en Diva, obra que obtuvo el Premio Ulisses.
En octubre de 2016, el Ayuntamiento de Almazora acordó rendirle un homenaje en el 125 aniversario de su nacimiento, colocando una placa al pie de su casa natal; también se organizó una exposición sobre la vida de la artista y un concierto de homenaje.

## Óperas en las que cantó
- El barbero de Sevilla, de Gioachino Rossini.
- La Traviata, de Giuseppe Verdi.
- Rigoletto, de Giuseppe Verdi.
- Los pescadores de perlas, de George Bizet.
- Lucia de Lammermmoor, de Gaetano Donizetti.
- La Sonnambula, de Vincenzo Bellini.